# Du vet väl om att du är värdefull
Du vet väl om att du är värdefull är en svensk psalm skriven och komponerad 1978 av pastorn Ingemar Olsson. Psalmen skrevs till TV-programmet Sång på gång. Texten bygger på Jesaja 43:4 och Första Johannesbrevet 4:9–10. Psalmen blev snabbt populär bland konfirmander och ungdomsgrupper. Den har även blivit en populär doppsalm.

## Publicerad i
- Cantarellen 1984 som nummer 18.[2]
- Finlandssvenska psalmboken 1986 som nummer 890 under rubriken "Kärlekens utmaning".
- Psalmer och Sånger 1987 som nummer 697 under rubriken "Tillsammans i världen".[3]
- Segertoner 1988 som nummer 620 under rubriken "Tillsammans i världen".[4]
- Verbums psalmbokstillägg 2003 som nummer 791 under rubriken "Tillsammans i världen".[1]
- Sång i Guds värld Tillägg som nummer 890 till Svensk psalmbok för den evangelisk-lutherska kyrkan i Finland 2015 under rubriken "Kärlekens utmaning".
- Hela familjens psalmbok 2013 som nummer 27 under rubriken "Gud tycker om oss".[5]
- Ung psalm som nummer 148.
- Swedish Hymns and the stories behind them.[1]
- Sjung till vår Gud som nummer 25.[1]

### Fotnoter
1. 1 2 3 4  Karlsson, Karin (2019). Psalmernas väg. Kommentarer till text och musik i Den svenska psalmboken med tillägg samt Psalmer i 2000-talet. "4". Visby: Wessmans Musikförlag. sid. 98. Libris q1j17q8mn6hjtltg. ISBN 978-91-877-1069-8
2. ↑   Cantarellen 105 allsånger. Stockholm: Verbum. 1988. Libris 7412169. ISBN 91-526-7605-6
3. ↑   Psalmer och sånger. Örebro: Libris. 1987. Libris 7623713. ISBN 91-7214-134-4
4. ↑  Heinerborg, Karl-Erik; Lennart Jernestrand (1988). Segertoner melodisångbok. Stockholm: Förlaget Filadelfia. Libris 911558
5. ↑   Hela familjens psalmbok. Örebro: Libris. 2013. Libris 14011849. ISBN 9789173872997